# Lill-Skränmåsören
Lill-Skränmåsören är en ö i Lule skärgård, cirka 700 meter sydost om Stor-Skränmåsören. Ön är inte fast bebodd men har cirka 6 fritidshus.